# إميليو غوتيريز كابا
إميليو غوتيريز كابا (بالإسبانية: Emilio Gutiérrez Caba) هو ممثل إسباني، ولد في 26 سبتمبر 1942 في بلد الوليد في إسبانيا.

## وصلات خارجية
- إميليو غوتيريز كابا على موقع IMDb (الإنجليزية)
- إميليو غوتيريز كابا على موقع ألو سيني (الفرنسية)
- إميليو غوتيريز كابا على موقع أول موفي (الإنجليزية)
- إميليو غوتيريز كابا على موقع قاعدة بيانات الأفلام السويدية (السويدية)
- إميليو غوتيريز كابا على موقع قاعدة بيانات الفيلم (الإنجليزية)
- إميليو غوتيريز كابا على موقع كينوبويسك (الروسية)